# Бочка виленская
Бо́чка ви́ленская ― мера сыпучих веществ, а также ёмкость (бочка) для измерения их массы в Великом княжестве Литовском.
Согласно постановлению сейма Речи Посполитой 1766 года и системе мер в Великом княжестве Литовском, бочка виленская равнялась 406,54 литра (приблизительно 19 пудов пшеницы, 18 пудов ржи, 15 пудов ячменя, 10 пудов овса).
Делилась на 4 четверти (карца), 8 осьмин, 16 шаснастак, 72 гарнца больших, 144 гарнца малых.
- Гарнец существовал малый (шинковый), равный 2,8237 литра; большой (цеховой) в 2 раза больший ― 5,6474 литра.
- Карец, называемый также четвертью — четверть бочки виленской, приблизительно 102 литра.
- осьмина была равна одной восьмой бочки виленской, или 18 гарнцев, или приблизительно 51 литр.

После вхождения земель бывшего Великого княжества Литовского в состав Российской империи приведена в соответствие с русскими мерами.